# Stenandet av djävulen

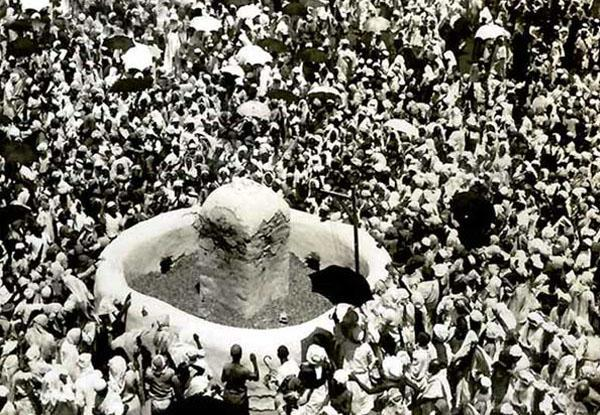
Muslimska pilgrimer stenar en stenpelare under hajj år 1942.

Stenandet av djävulen (arabiska: رمي الجمرات, ramy al-jamarāt, "kastning av småstenar") är en del av den årliga islamiska vallfärden hajj till Mecka. Under denna ritual kastar de muslimska pilgrimerna små stenar mot tre väggar (tidigare obelisker) som symboliserar djävulen, i Mina i närheten av Mecka. Ritualen är ett symboliskt efterliknande av profeten Abrahams handling då han kämpade mot satan. Enligt en återberättelse från den fjärde shiaimamen Zayn al-Abidin har det betonats att man måste fokusera på meningen med ritualerna i hajj, och inte endast utföra dem ytligt.

## Bildgalleri

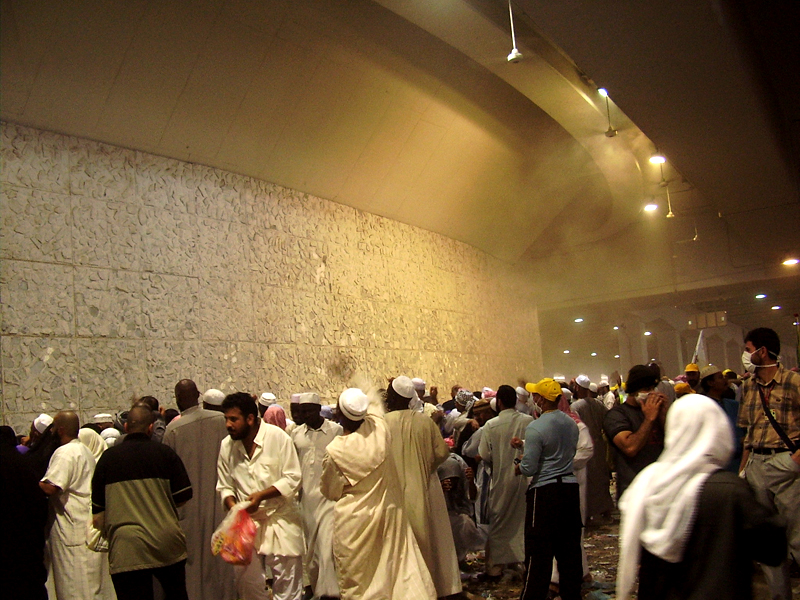
Stenandet av en vägg i Mina år 2006.